# Glibiel
Glibiel – jezioro na Równinie Torzymskiej, położone w województwie lubuskim, w powiecie krośnieńskim, w gminie Krosno Odrzańskie, na wschód od miejscowości Łochowice.

## Położenie i opis
Jezioro położone jest w centralnej części powiatu krośnieńskiego, na terenie Równiny Torzymskiej. Wzdłuż zachodniego brzegu zbiornika biegnie droga powiatowa łącząca Krosno Odrzańskie ze Świebodzinem.
Jezioro w przeważającej części otoczone jest lasem sosnowym, poza tym sąsiaduje z polami uprawnymi i terenami rekreacyjnymi. Zbiornik dzieli się na dwa plosa, przedzielone mniej więcej w środkowej części naturalnym przewężeniem. Północne ploso jest większe i głębsze, południowe jest płytsze i to nad jego brzegiem znajduje się zabudowa rekreacyjna. Akwen nie ma stałych dopływów oraz odpływów, zasilany jest bezpośrednim spływem ze zlewni oraz wodami podziemnymi. Najbliższą miejscowością są położone przy południowo-wschodnim brzegu Łochowice.

## Hydronimia
Do 1945 roku jezioro nazywane było Tiefer See. 17 września 1949 roku wprowadzono nazwę Glibiel. Obecnie państwowy rejestr nazw geograficznych jako nazwę urzędową jeziora podaje Glibiel, jednocześnie wymienia nazwę oboczną: Łochowice. W dokumentacji Wojewódzkiego Inspektoratu Ochrony Środowiska jezioro jest dodatkowo określane jako Jezioro Łochowickie.

## Morfometria
Według danych Instytutu Rybactwa Śródlądowego powierzchnia zwierciadła wody jeziora wynosi 24,4 ha, natomiast A. Choiński, poprzez planimetrowanie na mapach 1:50 000, określił wielkość jeziora na 25,0 ha.
Średnia głębokość zbiornika wodnego to 7,2 m, a maksymalna – 15,0 m. Objętość jeziora według IRŚ wynosi 1750,4 tys. m³. Maksymalna długość jeziora to 990 m, a szerokość 350 m. Długość linii brzegowej wynosi 2550 m.
Według Atlasu jezior Polski (red. J. Jańczak, 1996) lustro wody znajduje się na wysokości 48,3 m n.p.m., natomiast według numerycznego modelu terenu udostępnionego przez Geoportal lustro wody znajduje się na wysokości 47,0 m n.p.m.
Według Mapy Podziału Hydrograficznego Polski jezioro leży na terenie zlewni czwartego poziomu Biela od dopł. z Budachowa do Lińskiej Strugi. Identyfikator MPHP to 1727. Powierzchnia zlewni całkowitej jeziora wynosi 2,8 km².

## Zagospodarowanie
Gospodarkę rybacką na jeziorze prowadzi Polski Związek Wędkarski Okręg w Zielonej Górze. Ze względu na typologię rybacką jest to jezioro typu leszczowego.
Glibiel pełni również funkcje rekreacyjne, w jego południowej części, w 2005 roku znajdowały się dwa ośrodki wczasowe, z których jeden był zamknięty. W 2023 roku znajdowało się tutaj jedno kąpielisko wyznaczone zgodnie z zasadami dyrektywy kąpieliskowej – Kąpielisko strzeżone w miejscowości Łochowice nad Jeziorem Glibiel. W tym samym roku jakość wód tego kąpieliska oceniono jako doskonałą. Kąpielisko jest prowadzone przez Ośrodek Sportu i Rekreacji w Krośnie Odrzańskim, na jego terenie znajdują się parking, duży drewniany pomost, punkty gastronomiczne, przebieralnie, toalety, boisko do gry w siatkówkę plażową, wypożyczalnia sprzętu pływającego oraz plac zabaw dla dzieci.

## Czystość wód i ochrona środowiska
Według danych Wojewódzkiego Inspektoratu Ochrony Środowiska w roku 2005 wody jeziora charakteryzowały się II klasą czystości. Na podstawie badań wykazano przekroczenie stężenia azotu całkowitego, fosforanów oraz substancji organicznych wyrażonych wskaźnikiem BZT5.
Jezioro zostało zakwalifikowane jako średnio odporne na degradujące wpływy zewnętrzne, w związku z czym zostało zaliczone do II kategorii podatności na degradację. Negatywny wpływ na ten wskaźnik ma niewielka średnia głębokość, niska stratyfikacja wód oraz mała objętość akwenu w porównaniu do długości jego linii brzegowej. Pozytywnymi parametrami zbiornika jest przewaga lasów w zlewni bezpośredniej, niski procent wymiany wód w ciągu roku oraz niska wartość współczynnika Schindlera, obrazującego wielkość zlewni w stosunku do objętości jeziora.
Przeźroczystość wód jeziora wynosiła w 2005 roku od 1,5 metra wiosną do 3,5 metra w okresie letnim.
Jezioro nie jest objęte żadną formą ochrony przyrody.